# پل-ژان توله
پل-ژان توله (به فرانسوی: Paul-Jean Toulet) نویسنده و شاعر قرن نوزدهم میلادی اهل فرانسه است.